# Charles Sprague Pearce

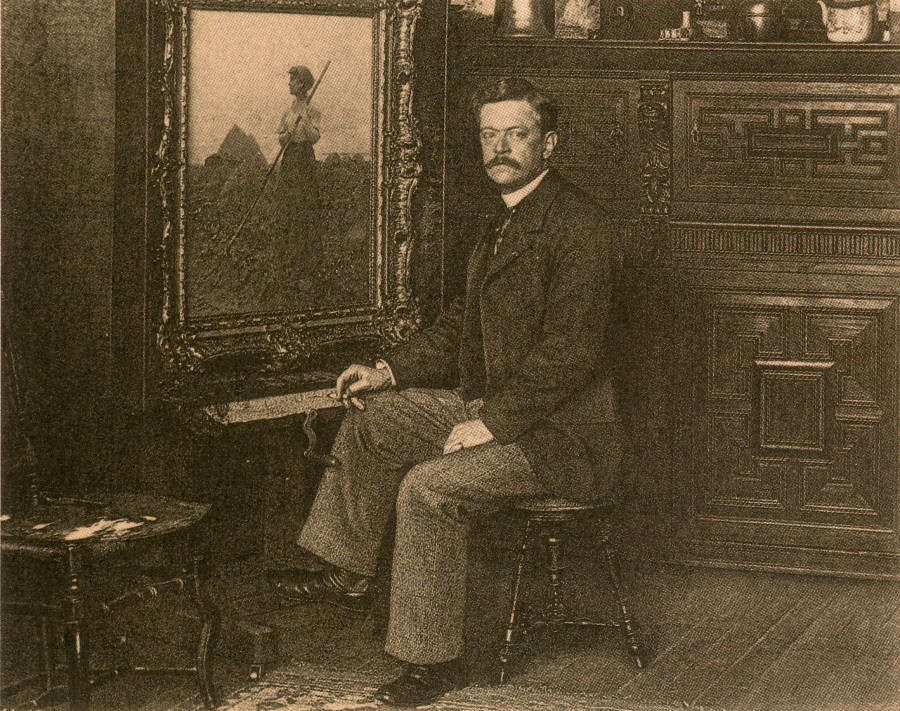
Charles Sprague Pearce in seinem Atelier in Auvers-sur-Oise, Fotografie um 1895

Charles Sprague Pearce (* 13. Oktober 1851 in Boston; † 18. März 1914 in Auvers-sur-Oise) war ein US-amerikanischer Maler. Der überwiegend in Frankreich lebende Künstler arbeitete zunächst als Porträtmaler und wandte sich später Sujets im Stil des Orientalismus und des Japonismus zu. In seinem Frühwerk finden sich wiederholt biblische Themen, die er nach den Regeln der Académie des Beaux-Arts ausführte. Nachdem er sich Mitte der 1880er Jahre in Auvers-sur-Oise niedergelassen hatte, widmete er sich vornehmlich der Darstellung von Bauern, wobei seine nunmehr freiere Malweise sich in Stil und Farbwahl am Impressionismus orientierte. Der in Europa und Amerika gleichermaßen erfolgreiche Künstler beteiligte sich mit sechs Wandgemälden an der Ausschmückung der Library of Congress in Washington, D.C.

## Leben und Werk

### Jugend in den Vereinigten Staaten

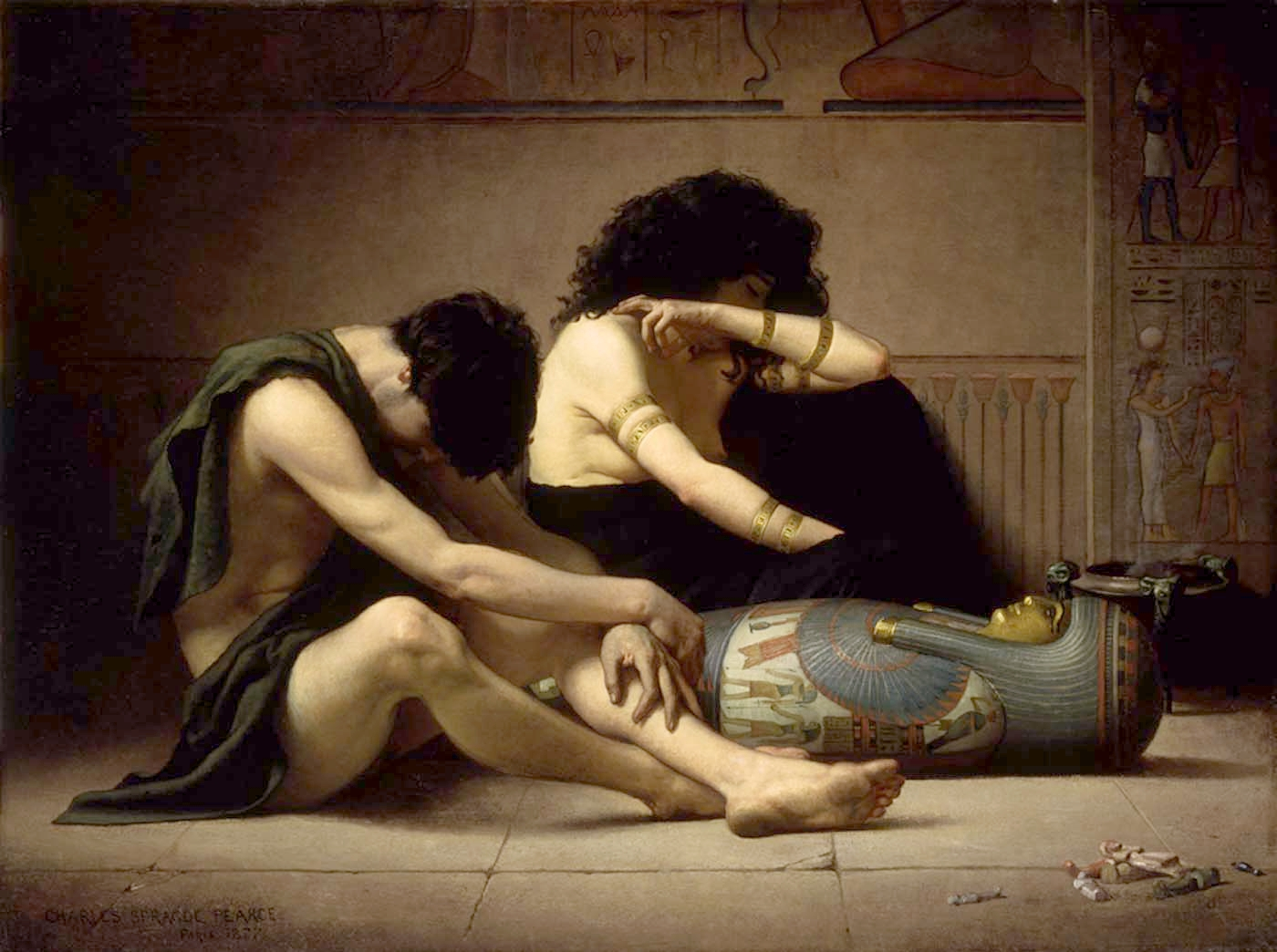
Lamentations over the Death of the First-Born of Egypt, 1877

Charles Sprague Pearce kam am 13. Oktober 1851 als Sohn einer wohlhabenden Familie in Boston zur Welt. Sein Vater, der Kaufmann Shadrach Houghton Pearce, handelte mit chinesischem Porzellan. Die Mutter, Mary Anna Sprague, war die Tochter des amerikanischen Dichters Charles Sprague. Neben dem frühen Kontakt mit den Erzeugnissen fremder Länder im väterlichen Importgeschäft und der literarischen Tradition der Familie, gehörte die von den Eltern mit Klavier und Violine gespielte Hausmusik zu der von Kultur geprägtem Kindheit des späteren Malers.
Seine schulische Ausbildung erhielt Pearce an der Brimmer School und der Boston Latin School, wo er schon früh sein künstlerisches Talent zeigte. Nach Beendigung der Schulzeit arbeitete er zunächst für fünf Jahre im Handelsgeschäft des Vaters Shadrach H. Pearce and Co., bevor er sich auf Anraten von William Morris Hunt dazu entschied, sich in Paris als Maler ausbilden zu lassen.

### Ausbildung in Paris

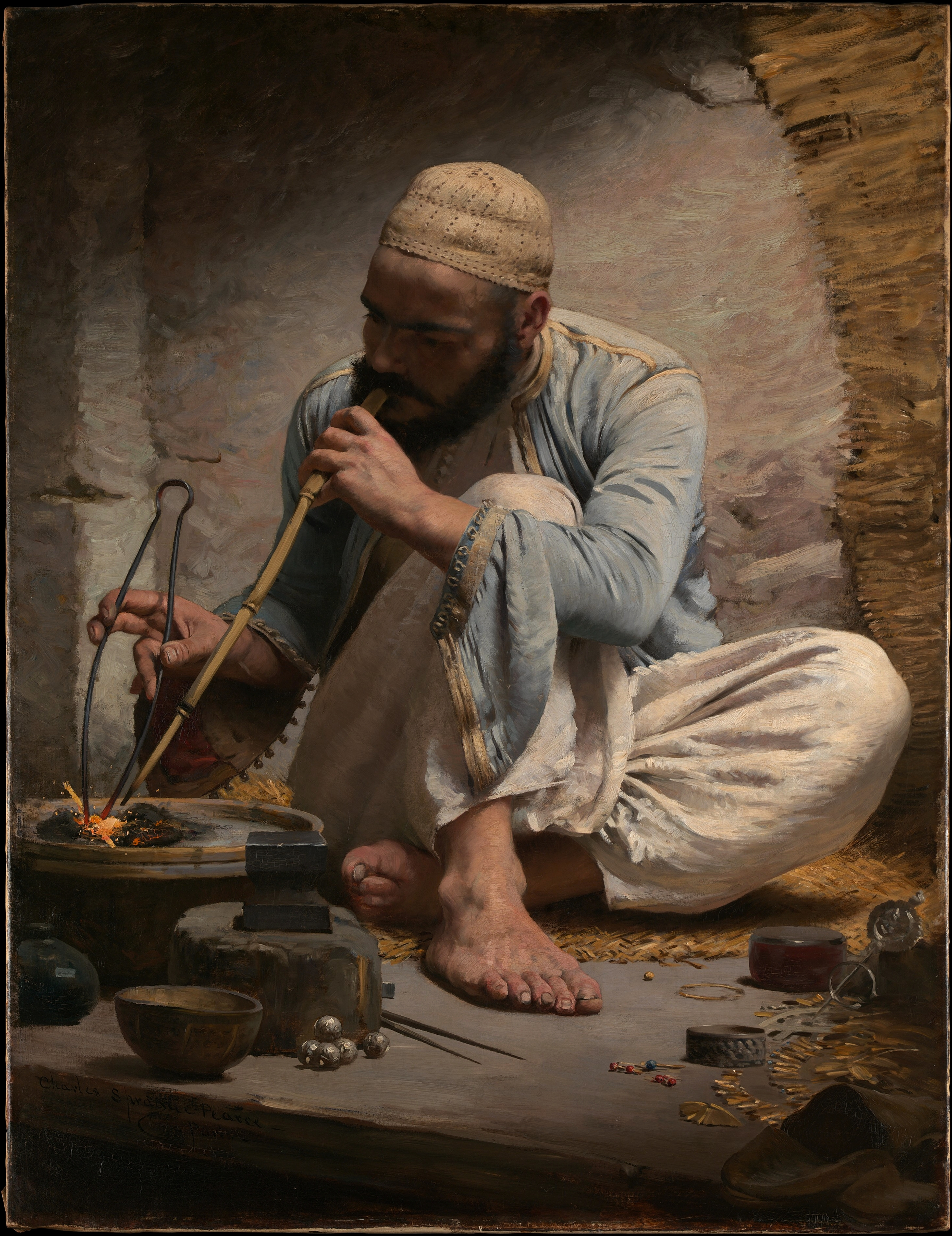
The Arab Jeweler, um 1882

Im August 1873 kam Pearce in Paris an und schrieb sich im Atelier des erfolgreichen und für seine Werke im akademischen Stil bekannten Malers Léon Bonnat ein. Zu seinen Mitschüler gehörten weitere amerikanische Maler wie John Singer Sargent, Edwin Howland Blashfield und Milne Ramsey. Pearce übernahm zunächst die breit gefächerte Motivwahl seines Lehrers und arbeitete an Genrestücken, Historiengemälden und Porträts, wobei sich auch sein Stil an dem von Bonnat orientierte, wie sich an der Behandlung von Licht und Schatten in den Arbeiten dieser Zeit ablesen lässt. Er blieb bis 1875 im Atelier Bonnats und freundete sich mit weiteren in Paris lebenden amerikanischen Malern wie Chester Loomis und Frederick Arthur Bridgman an. Mit letzterem unternahm er im Herbst 1873 eine dreimonatige Studienreise nach Ägypten, bei der er zahlreiche Zeichnungen anfertigte. Vom dortigen warmen Wetter versprach sich Pearce zudem Besserung für seine angeschlagenen Gesundheit. Im Winter 1874/75 reiste er zusammen mit dem Maler William Sartain zu Studienzwecken nach Algerien.

### Orientalische Einflüsse

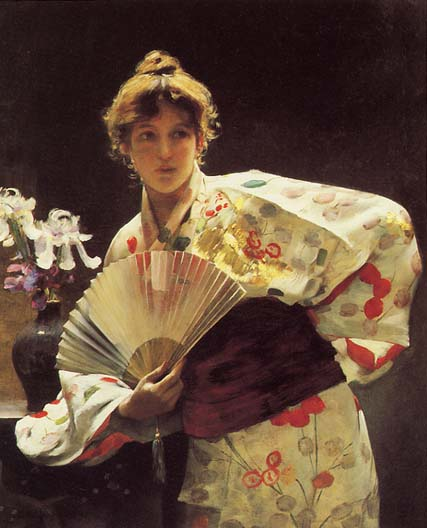
Lady with a Fan, um 1883

Trotz seiner während der Reisen nach Ägypten und Algerien gesammelten Eindrücke wandte sich Pearce in Paris zunächst der Porträtmalerei zu und debütierte im Salon von 1876 mit dem Bildnis der amerikanischen Schriftstellerin Ellen Hardin Walworth. Im selben Jahr sandte er ein Werk zur Weltausstellung in Philadelphia.
Ein Jahr später, im Salon von 1877, folgte ein biblisches Thema. Eine der Zehn Plagen ist das Motiv im Gemälde Lamentations over the Death of the First-Born of Egypt (Trauer über den Tod des Erstgeborenen von Ägypten). In diesem Werk fügte er einen altägyptischen Sarg sowie Wandmalereien in die Bildkomposition ein. Diese Hinwendung zu religiösen Themen stand unter dem deutlichen Einfluss von Bonnat und galt zu dieser Zeit als wenig fortschrittlich. Die Einbindung von orientalischen Motiven hingegen hatte Vorbilder bei Malern wie Jean-Léon Gérôme, Eugène Fromentin und Eugène Delacroix und fand beim Publikum reges Interesse. Weitere biblische Themen zeigte er im Salon von 1879 (Abrahams Opfer) und 1881 (Die Enthauptung Johannes des Täufers). Letzteres Werk erhielt im Salon eine ehrenhafte Erwähnung und bei seiner späteren Präsentation in der Pennsylvania Academy of the Fine Arts eine Auszeichnung 1. Klasse. Darüber hinaus findet sich der Orientalismus in den Arbeiten von Pearce bei der Darstellung von Landschaften des Orients, der ortsüblichen Kleidung und der Beschreibung von landesüblichen Gebräuchen, die er oftmals in nahezu fotografischer Genauigkeit wiedergibt. Beispielhaft hierfür ist das Gemälde The Arab Jeweler (Der arabische Juwelier), in dem er nach Vorbildern europäischer Genremalerei einen orientalischen Handwerker in entsprechender Kleidung und Umgebung zeigte.

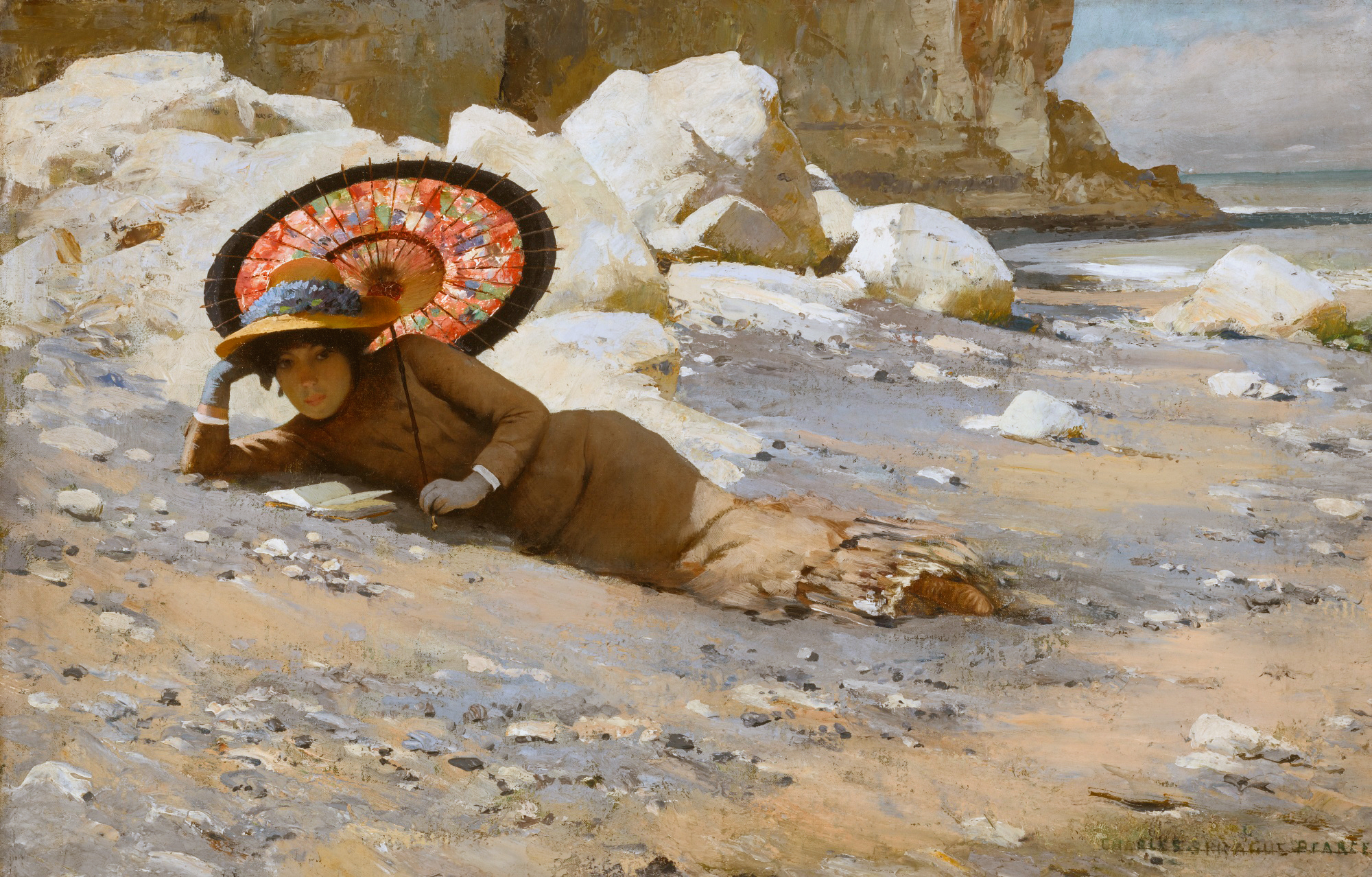
Reading by the Shore, 1883–85

Anfang der 1880er Jahre widmet er sich Motiven, die vom Japonismus geprägt sind. Ebenso wie seine Malerkollegen Édouard Manet, Claude Monet, Edgar Degas oder James McNeill Whistler fügte er Objekte wie Kimonos, Japanische Fächer oder Porzellan in seine Gemälde ein, die er in Geschäften, wie jenem von Siegfried Bing in der Rue Chauchat, oder im La Porte Chinoise der Madame Desoye in the Rue de Rivoli erwarb oder aus der Zeitschrift Le Japon Artistique kannte. Anders als bei den arabischen Motiven, zeigt er bei diesen Sujets keine durch Reisen gewonnenen Eindrücke, sondern benutzte lediglich in Paris verfügbare Requisiten zur Ausschmückung seiner Bilder. So ist im 1883 entstandene Gemälde Femme à l’Éventail (Frau mit dem Fächer) keine Asiatin zu sehen, sondern eine Europäerin, bekleidet mit einem Kimono und einen japanischen Fächer in der Hand haltend. Bei dem deutlich vom Impressionismus geprägten Gemälde Reading by the Shore reduziert sich dieser Japonismus auf einen importierten Sonnenschirm, der die in europäische Kleidung gehüllte Frau am Strand der französischen Küste vor dem Sonnenlicht schützt.

### Umzug nach Auvers-sur-Oise

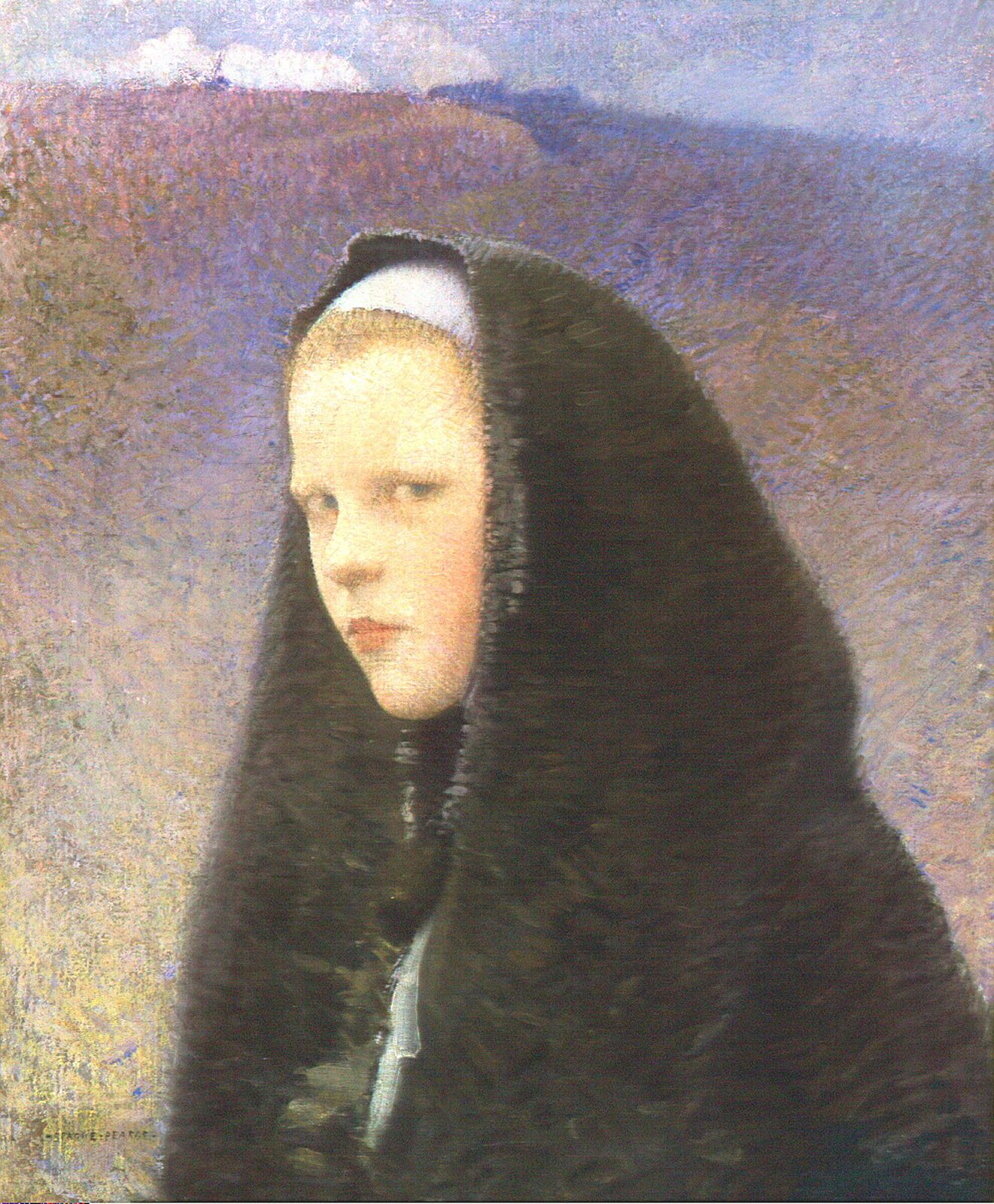
Young Brittany Girl

1884 zog Pearce mit seiner französischen Frau von Paris in das 35 km nordwestlich gelegene Auvers-sur-Oise, wo er einen Bauernhof erworben hatte, um dort den Rest seines Lebens zu verbringen. In den Folgejahren gehörten Bauern und Kinder in der Tradition von Jean-François Millet und beeinflusst von Jules Bastien-Lepage und Jules Breton zu seinen bevorzugten Themen. Seine vormals genaue Malweise wandelte sich zunehmend in Richtung einer freieren Darstellung und einer an den Impressionismus orientierten Farbwahl. Er stellte weiterhin regelmäßig im Salon aus und nahm an zahlreichen weiteren Ausstellungen in Frankreich und im Ausland teil, wo er häufig für seine Arbeiten Auszeichnungen erhielt. 1889 arbeitete er in der Jury der Pariser Weltausstellung und saß im Pariser Beratungsgremium für die World’s Columbian Exposition 1893 in Chicago.
Zu dieser Zeit erhielt er den Auftrag sechs Wandgemälde im Thomas Jefferson Building der Library of Congress in Washington, D.C. zu gestalten. Dieser 1896 fertiggestellte Bildzyklos umfasst Themen wie Familie, Religion und Arbeit. 1904 reiste er erneut in die Vereinigten Staaten, wo er als Mitglied des Pariser Komitees bei der Weltausstellung von St. Louis mitwirkte. Ebenso arbeitete er bei der Vorbereitung der ersten Ausstellung amerikanischer Künstler in Belgien mit, die bereits 1894 im Rahmen der Weltausstellung in Antwerpen zu sehen war. Im selben Jahr erhielt er die Ernennung zum Ritter der Ehrenlegion. 1898 wurde er in die American Academy of Arts and Letters aufgenommen. 1906 nahm Pearce letztmals am Salon de Paris teil und zeigte mit Jeune Picardie abermals ein seit den 1880er Jahren bevorzugten ländliches Thema; in dem Jahr wurde er auch in New York zum assoziierten Mitglied (ANA) der National Academy of Design gewählt. Charles Sprague Pearce starb 1914 in seinem Haus in Auvers-sur-Oise und fand seine letzte Ruhestätte auf dem örtlichen Friedhof.

## Werke in öffentlichen Sammlungen

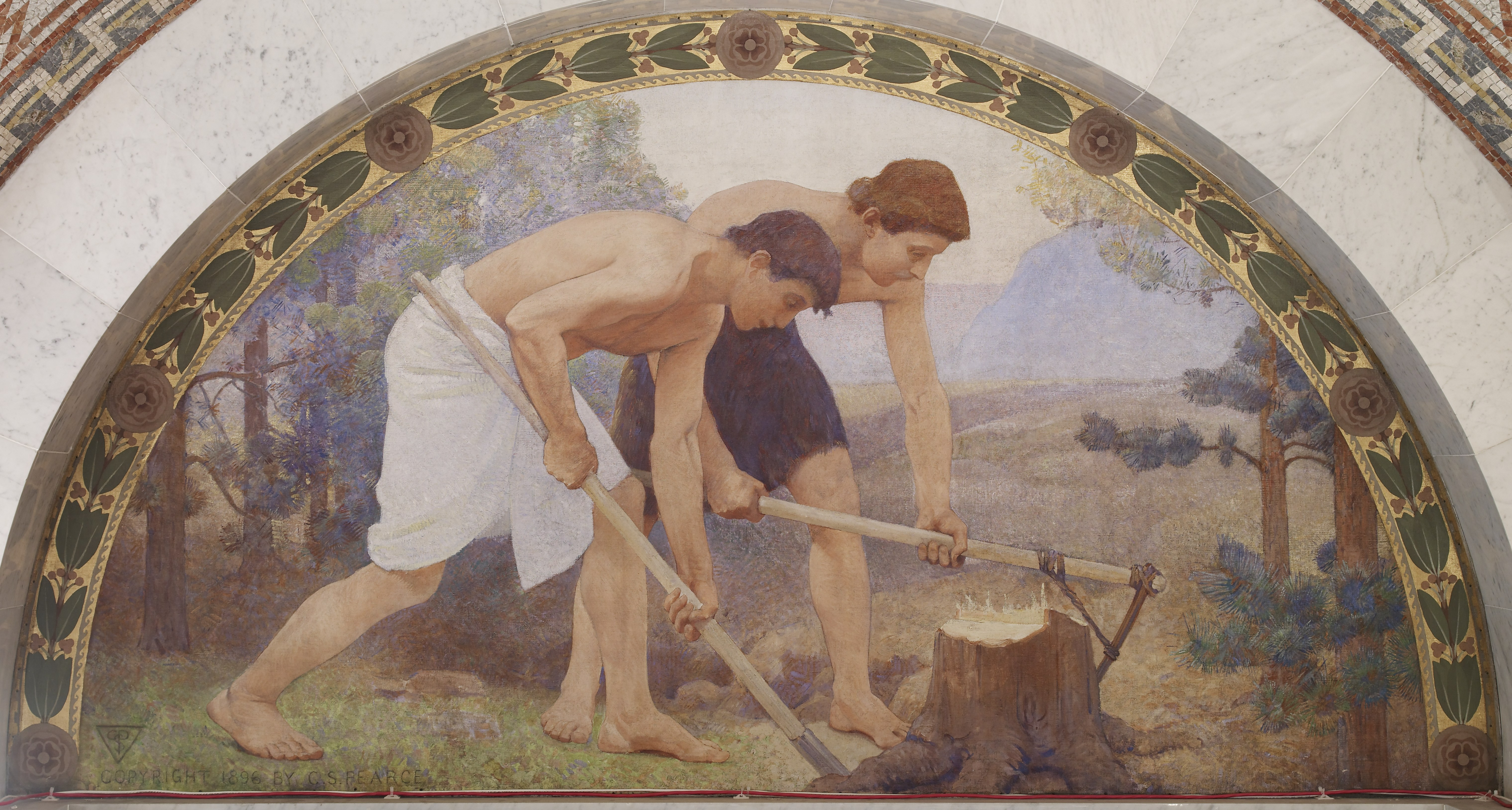
Die Arbeit, Wandgemälde in der Library of Congress

- Lamentations over the Death of the First-Born of Egypt, 1877, Smithsonian American Art Museum, Washington D.C.
- The Arab Jeweler, 1882, Metropolitan Museum of Art, New York
- Fantasie, 1883, Pennsylvania Academy of Fine Art, Philadelphia
- A Cup of Tea, 1883, Smith College Museum of Art, Northampton, Massachusetts
- Young Brittany Girl, Indianapolis Museum of Art, Indianapolis
- A Village Funeral in Brittany, 1891, Danforth Museum of Art, Framingham, Massachusetts
- Sechs Wandgemälde: The Family, Religion, Labor, Study, Recreation, Rest, 1896, Library of Congress, Washington, D.C.
- The Shawl, um 1900, Chazen Museum of Art, Madison, Wisconsin
- Landschaft, Musée franco-américain du château de Blérancourt, Blérancourt
- Le Retour du troupeau, Musée franco-américain du château de Blérancourt, Blérancourt

## Auszeichnungen und Jurymitgliedschaften
Pearce hat viele Auszeichnungen und Medaillen erhalten unter anderem:
- 1881: Auszeichnung der Philadelphia Academy of Fine Arts für das beste Figurenbild.
- 1887: Goldmedaille der Kunstausstellung in München.
- 1888: Ehrengoldmedaille in Ghent.[6]
- 1891: Großes Ehrendiplom in Berlin.
- 1889: Mitglied der Preisjury der Pariser Ausstellung und des Pariser Beirats.
- 1894: Mitglied der Preisjury der Antwerpener Weltausstellung.